# Dexter Jackson (Footballspieler, 1986)
Dexter Myles Jackson (* 5. August 1986 in Decature, Georgia) ist ein ehemaliger US-amerikanischer American-Football-Spieler. Er spielte eine Saison auf der Position des Wide Receivers und des Return Specialists für die Tampa Bay Buccaneers in der National Football League (NFL).

## Karriere

### Tampa Bay Buccaneers
Jackson wurde als 58. Spieler in der zweiten Runde des NFL Draft 2008 von den Tampa Bay Buccaneers ausgewählt. In seiner Rookiesaison spielte er in sieben Spielen, hauptsächlich als Return Specialist. Am 31. August 2009 wurde er entlassen.

### Carolina Panthers
Die Carolina Panthers verpflichteten am 12. Oktober 2009 Jackson für ihren Practice Squad. Am 31. August 2010 wurde er entlassen.

### Virginia Destroyers
Am 23. Mai 2011 wurde Jackson von den Virginia Destroyers aus der United Football League verpflichtet.

### New York Jets
Am 9. November 2011 verpflichteten die New York Jets Jackson für ihren Practice Squad. Am 19. November 2011 wurde er entlassen, jedoch am 30. November desselben Jahres wiederverpflichtet. Am 25. August 2012 wurde er entlassen.

### High Country Grizzlies
Am 19. November 2016 wurde Jackson von den High Country Grizzlies aus der National Arena League (NAL) verpflichtet.